# Gentse Opstand (1467-1469)
De Gentse Opstand van 1467-1469 was een poging om door rebellie de voor Gent bezwarende Vrede van Gavere ongedaan te maken. Het resultaat van de actie was dat de Arteveldestad in 1469 nog meer van zijn autonomie verloor.

## Verloop
Na de dood van zijn vader maakte hertog Karel de Stoute op zondag 28 juni 1467 een Blijde Intrede in Gent, waar de gilden weg waren op Sint-Lievensprocessie. De stad ging al veertien jaar gebukt onder de zware Vrede van Gavere en had goede hoop dat Karel genade zou schenken, zoals niet ongebruikelijk op dergelijke gelegenheden. De dag voordien had hij op het kasteel van Zwijnaarde al de terugkeer van de ballingen toegestaan, zodat hij nu arriveerde met 784 gelukkigen in zijn zog. Bij zijn aankomst wierp pater Nicolaas Bruggeman zich ter aarde en smeekte om de drie dichtgemetselde stadspoorten te heropenen. Karel hield dit in beraad en kreeg die dag een goede ontvangst. De volgende ochtend maakten de terugkerende bedevaarders stampei. Ze sloopten een tolhuisje van de cueillotte, een lepelrecht op graan en hout dat sinds Gavere werd geheven. Woedend begaf Karel zich te paard van het Prinsenhof naar de Vrijdagmarkt, waar de gilden zich geïnstalleerd hadden rond de relikwie van Sint-Lieven. Hij gebood iedereen de plaats te ontruimen en sloeg een man suf. Lodewijk van Gruuthuse bracht de hertog tot bedaren, want de situatie was ondanks zijn gewapende escorte bedreigend en bovendien tastte een verstoring van het ritueel zijn legitimiteit aan. Daarop ging Karel vanop het Tooghuis de menigte toespreken. Terwijl hij zijn "kinderen" in het Diets aan het verzekeren was van zijn beste intenties, verscheen naast hem aan het raam de knecht Bruneel Hoste, die onder toenemend gejuich de afschaffing van de Gaverse beknottingen begon te eisen. Ook stelde hij het stadsbestuur aan de kaak, want het ongenoegen had evenzeer te maken met corruptie en met de asociale manier waarop de boete van Gavere werd doorberekend. De opvliegende hertog vermocht niets tegen deze massa en droop af. Nog steeds weigerde het volk de Vrijdagmarkt te verlaten. Met de klok van de Sint-Jacobskerk riepen ze nog meer Gentenaars op en er werd ter plekke overnacht. De volgende dag kregen de gilden toestemming om hun banieren te ontvouwen, een recht dat hen sinds Gavere was ontzegd. Dit bracht geen einde aan de patstelling maar maakte hen integendeel nog vastberadener. Na overleg met de schepenen liet Karel een delegatie melden dat hij instemde met alle eisen maar dat hij het herstel van de Gentse jurisdictie over de Vier Ambachten in beraad hield. Prompt gingen de triomferende Gentenaars nog een tolhuisje aan diggelen slaan en braken ze de Spitaelpoort open.
Bij het vertrek van de hertog op 1 juli nam hij zijn tienjarige dochter Maria en zijn schatkist mee uit de stad waar ze tot dan toe hadden verbleven. De stadsbestuurders die hem uitgeleide deden wisten dat ze zouden boeten, maar tegelijk smeekten ze uit vrees voor de reactie van het volk om de toezeggingen schriftelijk te bevestigen. Het antwoord kwam op 28 juli: de hertog stond het heropenen van de drie poorten en het heropnemen van de banieren toe, maar eiste eerlijke betering. Na onderhandeling trokken op 8 augustus vier Gentse schepenen, twee gildedekens en 57 notabelen naar het Koudenbergpaleis om blootshoofds te knielen en genade te vragen. Maar daarmee was de kous niet af. Enige tijd later zagen de Gentenaars hoe Karel Luik met de grond gelijk maakte. De schrik sloeg hen om het hart. Ze pleegden op 22 december 1468 overleg in de Brede Raad en lieten Karel spontaan weten dat ze banieren en stadspoorten weer opgaven. Een tweede keer gingen ze op 8 januari naar Brussel om zich te vernederen. Nadat men de overschepenen en 52 dekens van de neringen anderhalf uur in de sneeuw had laten verkleumen, werden ze binnengeleid in de Aula Magna. Ze moesten drie keer knielen en eenstemmig om genade roepen. Gezeten op zijn troon aanhoorde Karel de schuldbekentenis van advocaat van der Keure Boudewijn Goethals, waarna hij voor hun ogen de keure van 1301 liet verscheuren door zijn kanselier Pierre de Goux. De dekens moesten een voor een hun banieren aan zijn voeten werpen. Bruneel Hoste werd opgeknoopt. Gelukkig voor de Gentse autonomie lag Karels lijk tien jaar later in de sneeuw bij Nancy en herstelde zijn dochter hun privileges.